# Зелёный кузнечик (мультфильм)
«Зелёный кузнечик» — короткометражный советский мультипликационный фильм 1972 года.

## Сюжет
В городке Жур-Жур живёт Кузнечик, однажды на день рождения, родители дарят барабан! Чтобы похвастаться, он барабанит, из-за этого всё ругаются! Но его берёт Великан — конструктор, который сказал, что он научит его тишине. Кузнечик понимает, что так делать нехорошо и сразу его прощают. С тех пор, все жили радостно!!

## Съёмочная группа
| сценарий                   | Георгия Балла, Галины Демыкиной, Расы Страутмане                                                  |
| режиссёр                   | Раса Страутмане                                                                                   |
| художник-постановщик       | Владимир Морозов                                                                                  |
| композитор                 | Давид Кривицкий                                                                                   |
| оператор                   | Михаил Друян                                                                                      |
| звукооператор              | Владимир Кутузов                                                                                  |
| монтажёр                   | Любовь Георгиева                                                                                  |
| ассистенты:                | Лидия Ковалевская, Светлана Скребнёва                                                             |
| художники-мультипликаторы: | Марина Рогова, Сергей Дёжкин, Татьяна Померанцева, Леонид Каюков, Валентин Кушнерёв, Иван Давыдов |
| роли озвучивали:           | Лидия Королёва, Евгений Весник, Анна Варпаховская                                                 |
| поёт                       | Саша Седов                                                                                        |
| редактор                   | Пётр Фролов                                                                                       |
| директор картины           | Любовь Бутырина                                                                                   |